# Kozojedy u Rakovníka
Kozojedy (deutsch Kosojed) ist eine Gemeinde in Tschechien. Sie liegt zwölf Kilometer südlich von Louny und gehört zum Okres Rakovník.

## Geographie

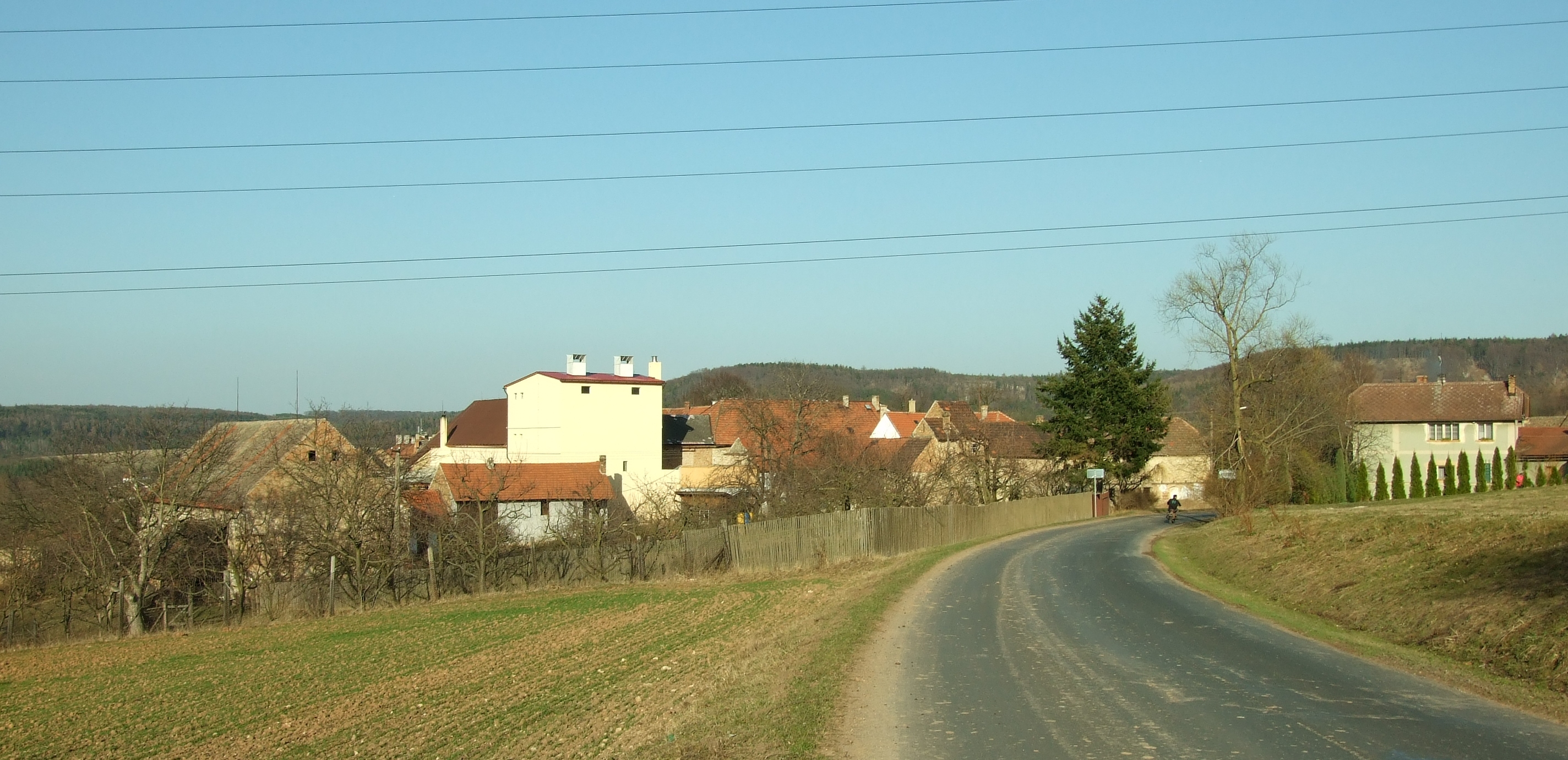
Orteinfahrt aus Richtung Smilovice

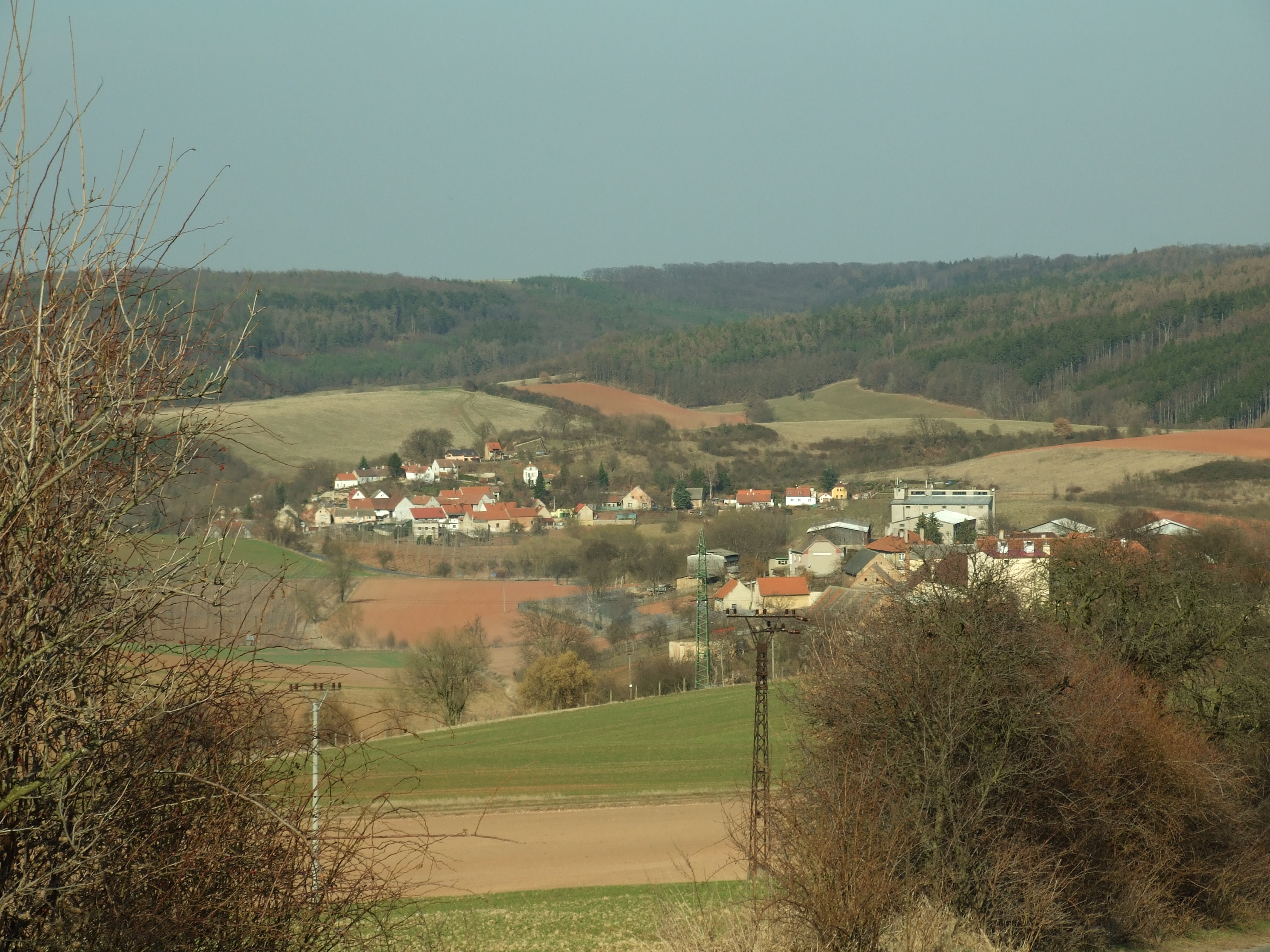
Blick von Smilovice auf Kozojedy und Vinařice

Kozojedy befindet sich linksseitig des Baches Smolnický potok bzw. Pochválovský potok (Winarschitzer Bach) im Hügelland Džbán. Das Dorf liegt im Naturpark Džbán. Nordöstlich erhebt sich der Štít (445 m), südöstlich der Dřevíč (464 m) und nordwestlich die Lavička (407 m).
Nachbarorte sind Divuce und Vinařice im Norden, Hvížďalka, Zichovecká Myslivna und Žerotín im Nordosten, Smradovna, Samotín, Zichovec, Bílichov, Malý Bílichov und Líský im Osten, Hřešice, Bor, Milý, Stráň, Bdín und Dřevíč im Südosten, Přerubenice, Dučice, Pšanská Myslivna und Staré Smilovice im Süden, Nové Smilovice und Dolní Ročov im Südwesten, Horní Ročov im Westen sowie Úlovice und Břínkov im Nordwesten.

## Geschichte
Archäologische Funde auf dem Dřevíč belegen eine Besiedlung des Plateaus während der Eisen- und Bronzezeit. Später befand sich dort eine große slawische Burganlage, die 1002 in der Chronica Boemorum erwähnt wurde und bis ins 12. Jahrhundert eines der Verwaltungszentren der Přemysliden war.
Die erste urkundliche Erwähnung des Dorfes Kozojedy erfolgte im Jahre 1361 als Sitz von Dalibor und Pakoslav von Kozojedy. Es wird angenommen, dass die Feste Hrádek der Stammsitz der Herren von Kozojedy war und der Ritter Dalibor von Kozojedy, der zusammen mit dem König Johann von Luxemburg gegen die Franzosen kämpfte und, wie der König, 1346 in der Schlacht von Crécy fiel, zu dem Besitzern der Feste gehört hat. Die Herren von Kozojedy hielten den Besitz bis ins 15. Jahrhundert. Bekanntester Vertreter dieses Geschlechts war der am 14. März 1498 in Prag hingerichtete Ritter Dalibor von Kozojedy, ein Sohn des Aleš von Kozojedy auf Mnetěš, der in Kozojedy selbst keine Besitzungen mehr hatte. Verschiedenen Überlieferungen zufolge sollen neun Dörfer zum Gut Kozojedy gehört haben. In der zweiten Hälfte des 15. Jahrhunderts erlosch die Feste, das Gut Kozojedy wurde an das Gut Vinařice angeschlossen.
Später erwarb Diepolt Popel von Lobkowitz auf Bilin Vinařice und kaufte 1523 noch die Herrschaft Pravda hinzu. Er vereinigte Vinařice mit dem Gut Divice und machte die Feste Divice zum Sitz der Herrschaft. Die Popel von Lobkowitz verkauften das Gut Divice 1586 an die Herren Trčka von Lípa. Diese veräußerten es 1601 an Christoph von Lobkowitz. Die Herren von Lobkowitz hielten das Gut bis 1656. Zu den nachfolgenden Besitzern gehörte der Feldmarschallleutnant Jan van der Croon (Jan de la Cron), welcher 1664 die Witwe Margarethe Blandina von Schützen auf Zittolieb heiratete. Sie kaufte 1681 die Herrschaft Diwitz mit den Dörfern Winařitz, Solopisk, Kozeged, Ober-Rotschow, Markwaretz, Konotop und Třebotz auf und vereinigte sie mit Zittolieb. Nach Margarethe Blandinas Tod übernahm 1687 ihr Sohn Ernst Gottfried Schütz von Leipoldsheim († 1715) die Verwaltung des Familienbesitzes. Dessen Sohn und Alleinerbe Ernst Jaroslaw überlebte seinen Vater jedoch nur um fünf Jahre; mit ihm erlosch zugleich das Geschlecht der Schütz von Leipoldsheim. Als Erben für die Herrschaft Zittolieb und Diwitz hatte er seinen Jugendfreund, den Hauptmann des Leitmeritzer Kreises Karl Daniel Pachta von Rayhofen († 1729) eingesetzt. Nachfolgender Besitzer war dessen Neffe Ernst Karl Pachta (1718–1803), der bis zur Volljährigkeit unter der Vormundschaft seines Vaters Johann Joachim Pachta stand. Dieser wurde als Hauptmann des Bunzlauer Kreises während des Österreichischen Erbfolgekrieges von der französischen Armee als Geisel genommen und verstarb am 26. Oktober 1742 während der Belagerung von Prag infolge der schlechten Haftbedingungen. Im selben Jahre erreichte Ernst Karl Pachta von Rayhofen die Volljährigkeit. Im Juli 1797 verkaufte Ernst Karl Pachta die Herrschaft Zittolieb mit Diwitz an Jakob Wimmer von Wimmersberg, der sie am 6. Februar 1803 an Joseph II. zu Schwarzenberg veräußerte. 1833 erbte Johann Adolf II. zu Schwarzenberg den Besitz.
Im Jahre 1844 bestand Kozoged bzw. Kozogedy aus 32 Häusern mit 230 Einwohnern. Abseits lagen das obrigkeitliche Jägerhaus im Tiergarten, der obrigkeitliche Meierhof Dřewic sowie die obrigkeitliche Waldhegerei Alt-Dřewic oder Ober-Dřewic mit der aufgehobenen Kapelle des hl. Wenzel. Haupterwerbsquelle bildete der Getreide-, Hopfen- und Obstbau. Östlich von Kozoged befand sich der herrschaftliche Tiergarten mit 50–60 Damhirschen. Die herrschaftlichen Wälder bildeten das Thiergartner Forstrevier. Pfarrort war Winařitz. Bis zur Mitte des 19. Jahrhunderts blieb Kozoged der Allodialherrschaft Zitolib samt dem Gut Domauschitz untertänig.
Nach der Aufhebung der Patrimonialherrschaften bildete Kozojedy/Kozoged ab 1850 einen Ortsteil der Gemeinde Vinařice im Rakonitzer Kreis und Gerichtsbezirk Laun. Ab 1868 gehörte das Dorf zum Bezirk Laun. In der zweiten Hälfte des 19. Jahrhunderts wurde der Hopfenbau zum dominierenden Zweig der Feldwirtschaft. Im Jahre 1880 löste sich Kozojedy von Vinařice los und bildete eine eigene Gemeinde.
1949 wurde die Gemeinde dem neugebildeten Okres Nové Strašecí zugewiesen. Nach dessen Aufhebung im Jahre 1960 wurde sie Teil des Okres Rakovník. Mit Beginn des Jahres 1980 erfolgte die Eingemeindung nach Pochvalov. Seit dem 24. November 1990 ist Kozojedy wieder eigenständig.
Kozojedy ist ein bedeutender Hopfenbauort. Die Gemeinde ist Mitglied der Mikroregion Novostrašecko.

## Gemeindegliederung
Für die Gemeinde Kozojedy sind keine Ortsteile ausgewiesen. Zu Kozojedy gehört die Einschicht Dřevíč (Drewitsch).

## Sehenswürdigkeiten

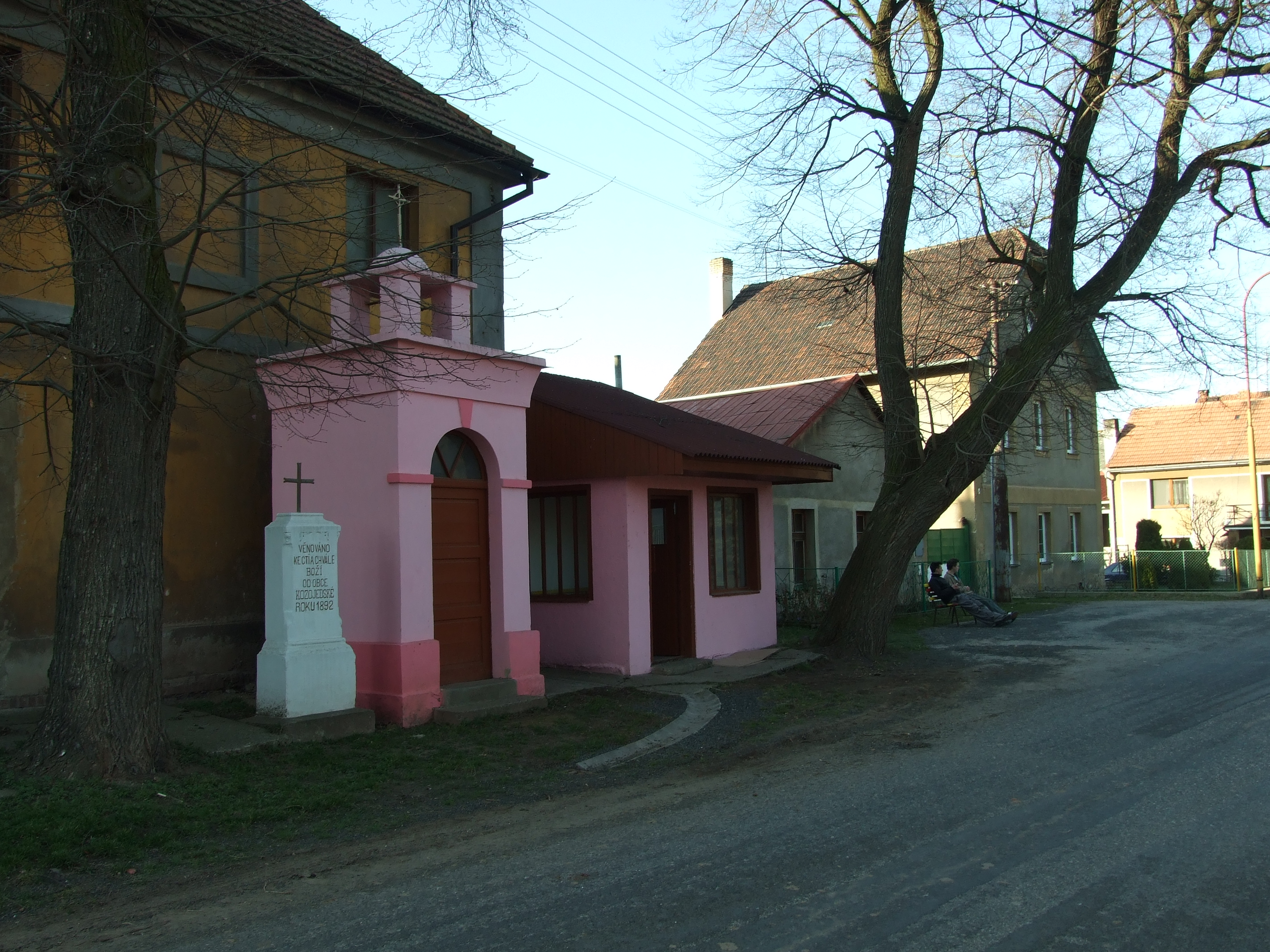
Kapelle und Bushaltestelle in Kozojedy

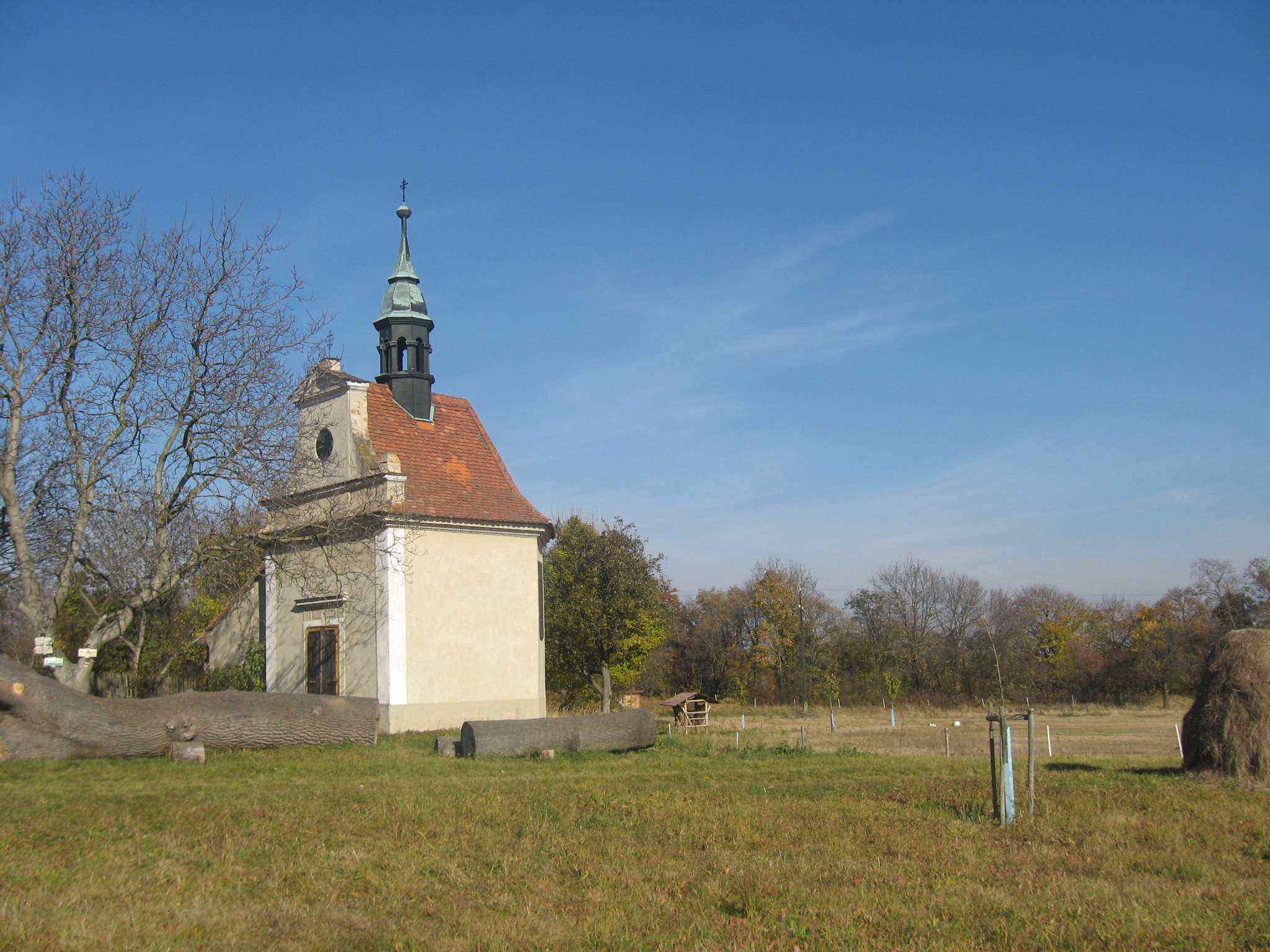
Kapelle des hl. Wenzel auf dem Dřevíč

- Wüste Feste Hrádek, östlich des Dorfes am Fuße des Dřevíč
- Plateau Dřevíč mit dem Burgstall Dřevíč, der barocken Kapelle St. Wenzel und ehemaligem Hegerhaus Dřevíč
- Hof Dřevíč, am Osthang des Dřevíč
- Burgstall Rychvald, im Wald südlich des Dřevíč
- Plänerhang Malý štít östlich des Dřevíč mit Vorkommen seltener Pflanzen und Tiere. Er bildet seit 1989 mit dem nördlich gelegenen Hang Velký štít bei Vinařice das Nationale Naturreservat Malý a Velký štít.
- Nationales Naturreservat Pochválovská stráň südlich des Dřevíč mit Population der Immergrünen Beerentraube.
- Kapelle am Dorfplatz von Kozojedy